# 미국 해방당
미국 해방당(영어: American Freedom Party)은 미국의 정당으로 백인 우월주의를 표방한다. 2009년 11월에 캘리포니아주에서 입후보하기 위해 출마 서류를 제출하였고, 2010년 1월에 창당하였다. 남부 빈민법 센터에 따르면, 그것은 2007~2010년의 금융 위기와 오바마 행정부의 정책들에 의하여 생겨난 우익 대중주의자들의 분노를 전하기 위하여 창당되었다.